# SN 2005mf
SN 2005mf是2005年12月25日在天猫座的星系UGC 4798发现的超新星。由清华大学物理系和中国国家天文台联合发现。